# Чарлс Дејвисон
Чарлс Дејвисон (енгл. Charles Davison; 1891 — Париз, 7. септембар 1965) је био амерички неуропатолог румунског порекла и члан Њујоршког психоаналитичког друштва са двадесет пет година.

## Епоним
- Дејвидсонова хемианаестетичка хемиплегија

Квадриплегија изазване оклузијом (зачепљењем) предњег сегмента кичмене артерије.

## Живот и каријера
Чарлс Дејвисон је рођен 1891. у (рум. Moineşti, Bacău) у Румунији у јеврејској породици. Чарлс је био неуропсихијатар, психоаналитичар, неуропатолог и едукатор.
Попут Фројда, Дејвисон је почео као неуролог и неуропатолог и до 1940. објавио је преко стотину чланке из области неурологије. Године 1932. постао је; Председник Удружења неуропатхолога, члан Удружења за истраживања нервних и менталних болести, Америчког неуролошког удружења и Њујоршког неуролошког друштва, много пре него што је почео своје формално обучавање као психоаналитичар.
Радни век је провео у неколико болница у Питсбургу и на Универзитету Колумбија и Болници Монтефиоре. Дејвисон допринос медицини огледа се у објављивању више од 100 стручних радова у медицинским часописима.
Он је радио и као неуропатолог и неуролог у Болници Монтефиоре (Montefiore Hospital) од 1932. до 1953, где је остао као консултант у наведеним областима све до његове смрти 7. септембар 1965. године у Паризу